# Anne-Marie
Anne-Marie Rose Nicholson (ur. 7 kwietnia 1991 w East Tilbury w hrabstwie Essex) – brytyjska piosenkarka i autorka tekstów.
Wykonywane przez nią piosenki kilkukrotnie pojawiały się na brytyjskiej liście przebojów, w tym m.in. utwór „Rockabye” zespołu Clean Bandit, w której wystąpiła gościnnie wraz z Seanem Paulem, znalazł się na pierwszym miejscu UK Singles Chart.
W 2015 podpisała kontrakt z wytwórnią Asylum Records, a rok później – z Atlantic Records. Pod koniec 2018 nawiązała współpracę z Warner Bros. Records.

## Życiorys
Urodziła się w East Tilbury w hrabstwie Essex. Kiedy miała sześć lat, wystąpiła w sztuce Les Misérables w West End Theathre. Sześć lat później zagrała w musicalu Whistle Down the Wind.
Równocześnie z działalnością sceniczną, w wieku dziewięciu lat rozpoczęła treningi karate. Ma czarny pas w Shotokan Karate. W 2002 wygrała dwa złote medale podczas „Funakoshi Shotokan Karate Association World Championships”, pięć lat później złoto i srebro oraz złoto podczas „United Kingdom Traditional Karate Federation National Championships”. Dyscyplina sportowa zainspirowała ją także do stworzenia utworu „Karate” i nakręcenia teledyski, w którym prezentuje klasyczne figury karate.
Po 2009 zaczęła współpracę z trójką producentów, która kryła się pod nazwą Magnetic Man. Z czasem została dostrzeżona przez brytyjski duet Gorgon City, który zaprosił ją do współpracy nad płytą pt. Sirens. Następnie została chórzystką zespołu Rudimental. Dzięki pracy w zespole została dostrzeżona przez szefów wytwórni Warner Music Group, z którą nawiązała współpracę. W 2015 wydała swój debiutancki minialbum pt. Karate. W 2016 zaprezentowała singiel „Alarm”, który osiągnąć sukces komercyjny w Wielkiej Brytanii (podwójna platynowa płyta za sprzedaż w ponad 600 tys. nakładzie). Do piosenki powstał teledysk, inspirowany historią Romeo i Julii, który po premierze został wyświetlony ponad 80 mln razy. Następnie Anne-Marie nagrała singiel „Rockabye” z zespołem Clean Bandit, który zdobył międzynarodowy sukces i został odtworzony ponad 2,8 miliarda razy w serwisie Youtube. 
W 2017 wystąpiła jako support przed koncertami Eda Sheerana w trakcie jego europejskiej trasy koncertowej promującej album pt. Divide. W trakcie trasy Anne-Marie nagrała akustyczną wersję singla „Ciao Adios”, w której akompaniował jej Sheeran. W lutym 2018 roku nagrała piosenkę „Friends” razem z Marshmello, która okazała się międzynarodowym hitem. Przed jednym z koncertów duet zaśpiewał wspólnie najnowszy singiel Anne-Marie, „2002”, którego Sheeran jest współtwórcą. 27 kwietnia 2018 piosenkarka wydała swój debiutancki album studyjny, zatytułowany Speak Your Mind, który uzyskał status złotej płyty w Wielkiej Brytanii oraz był najlepiej sprzedającym się debiutanckim albumem w tym kraju w 2018 roku. W lipcu 2018 razem z Davidem Guettą nagrała singiel „Don't Leave Me Alone”, do którego wspólnie nakręcili teledysk. W listopadzie tego samego roku ogłosiła, że ostatnim singlem z jej debiutanckiego albumu będzie remiks piosenki „Perfect”, dla którego wybrała nową nazwę – „Perfect to Me”. W tym samym miesiącu wydała także singiel „Rewrite the Stars”, który nagrała z Jamesem Arthurem. W 2019 wydała singiel „F*ck I'm Lonely”, który nagrała z Lauvem na potrzeby ścieżki dźwiękowej do serialu Netfliksa Trzynaście powodów.
W 2020 wydała dwa single: „Birthday” i „Her”. W styczniu 2021 zadebiutowała w roli trenerki w brytyjskim programie The Voice; jej podopieczny – Craig Eddie – ostatecznie zwyciężył w finale 10. edycji. 15 stycznia tego samego roku wydała singiel „Don't Play”, który nagrała z raperem KSI. Za utwór, z którym dotarła do drugiego miejsca na liście przebojów, otrzymała nominację do Brit Awards za najlepszą piosenkę roku. Do końca roku wydała singiel „To Be Young” (który nagrała z amerykańską raperką Doją Cat), a także zapowiedziała swój drugi album singlami: „Beautiful” (który napisała z Edem Sheeranem) i „Way Too Long” (z Nathanem Dawem i MoStackiem)„Our Song” (który nagrała z Niallem Horanem) oraz uczestniczyła w nagraniu utworu „Come Over” grupy Rudimental. 23 lipca 2021 wydała album pt. Therapy i ostatni singiel promujący płytę – utwór „Kiss My (Uh Oh)”, który nagrała z zespołem Little Mix. 30 września tego samego roku wydała książkę pt. „You Deserve Better: An Imperfect Guide to Finding Your Own Happiness”. 12 listopada 2021 opublikowała na platformie YouTube film dokumentalny How To Be Anne-Marie o swoim życiu i planach zawodowych. Tego samego dnia wydała utwór „Problems”, który umieściła w ścieżce dźwiękowej tego dokumentu. W grudniu tego samego roku w parze z Graziano Di Primą zwyciężyła w świątecznym odcinku programu Strictly Come Dancing.
W 2022 wydała piosenkę "I Just Called" z DJ-em Neiked i raperką Latto, a także wzięła udział w nowej wersji piosenki "_World". koreańskiego zespołu Seventeen. W tym samym roku rozpoczęła pracę nad trzecim solowym albumem, który przez kolejne kilkanaście miesięcy zapowiadała singlami: "Psycho" (nagranym z raperem Aitchem), "Sad Bitch", "Expectations" (z Minnie), "Baby Don't Hurt Me" (z Davidem Guettą i Coi Leray), "Unhealthy" (z Shanią Twain) i "Trainwreck". 28 lipca 2023 wydała album pt. Unhealthy.

## Dyskografia

### Albumy studyjne
- Speak Your Mind (2018) – złota płyta w Polsce[15]
- Therapy (2021)
- Unhealthy (2023)

### EP
- Karate (2015)[16]

### Single
- „Alarm” (2016) – platynowa płyta w Polsce[17]
- „Ciao Adios” (2017) – platynowa płyta w Polsce[18]
- „2002” (2018) – 2x platynowa płyta w Polsce[18]
- „Friends” oraz Marshmello (2018) – 4x platynowa płyta w Polsce[19]
- „Rewrite the Stars” oraz James Arthur (2018) – złota płyta w Polsce[20]
- „Baby Don’t Hurt Me” oraz David Guetta, Coi Leray (2023) – platynowa płyta w Polsce[21]
- „Unhealthy” (gośc. Shania Twain) (2023) – złota płyta w Polsce[20]

## Filmografia
| Rok            | Tytuł                                   | Rola          | Notatki                       |
| -------------- | --------------------------------------- | ------------- | ----------------------------- |
| 2020           | How To Be Anne-Marie                    | jako ona sama | Film dokumentalny             |
| 2021 - obecnie | The Voice UK                            | Trener        | Sezon 10 - obecnie            |
| 2021           | Never Mind the Buzzcocks                | jako ona sama | Sezon 29, odcinek 1           |
| 2021           | Strictly Come Dancing Christmas Special | jako ona sama | Zwycięzca jednego z konkursów |
| 2022           | Turning Red                             | Lauren        | -                             |

## Trasy koncertowe
- Anne-Marie Live (2016)
- 2018 UK and European Tour (2018)
- Speak Your Mind Tour (2018–2019)
- Dysfunctional Tour (2022)
- The Unhealthy Club Tour (2023)

## Nominacje
- Brit Award w kategorii najlepszy brytyjski debiut (2017)
- Europejska Nagroda Muzyczna MTV Push (2016)
- Brit Award: w kategorii najlepszy singiel brytyjski (2017 piosenka Rockabye)
- Europejska Nagroda Muzyczna MTV za najlepszą piosenkę (2017 piosenka Rockabye)
- Teen Choice Awards: Klubowy kawałek roku (2017 piosenka Rockabye, 2018 piosenka Friends)
- Europejska Nagroda Muzyczna MTV dla najlepszego brytyjskiego i irlandzkiego wykonawcy (2018)
- Billboard Music Award: Najlepsza piosenka taneczna (2018 piosenka Rockabye)